# Kenneth Francis Hackett
Kenneth Francis Hackett (27 de janeiro de 1947) serviu como Embaixador dos Estados Unidos junto à Santa Sé de agosto de 2013 a janeiro de 2017. Anteriormente, ele foi presidente da Catholic Relief Services (CRS).
Hackett frequentou o Boston College, graduando-se em 1968. Ele então se juntou ao Peace Corps e serviu em Gana. Posteriormente, ingressou no Catholic Relief Services (CRS), servindo na África e na Ásia. Ele foi nomeado presidente do CRS em 1993, aposentando-se em 2011.
Ele foi nomeado para o cargo de Embaixador pelo Presidente Barack Obama em junho de 2013 e confirmado pelo Senado em 1º de agosto de 2013.
Ele apresentou suas Cartas Credenciais ao Papa Francisco em 21 de outubro de 2013. Em março de 2016, foi nomeado Cavaleiro da Grã-Cruz da Ordem de Pio IX, o mais alto prêmio papal concedido a homens e mulheres leigos. Ele despediu-se do cargo de Embaixador junto à Santa Sé em 16 de janeiro de 2017.